# Segunda Batalha de Wissembourg

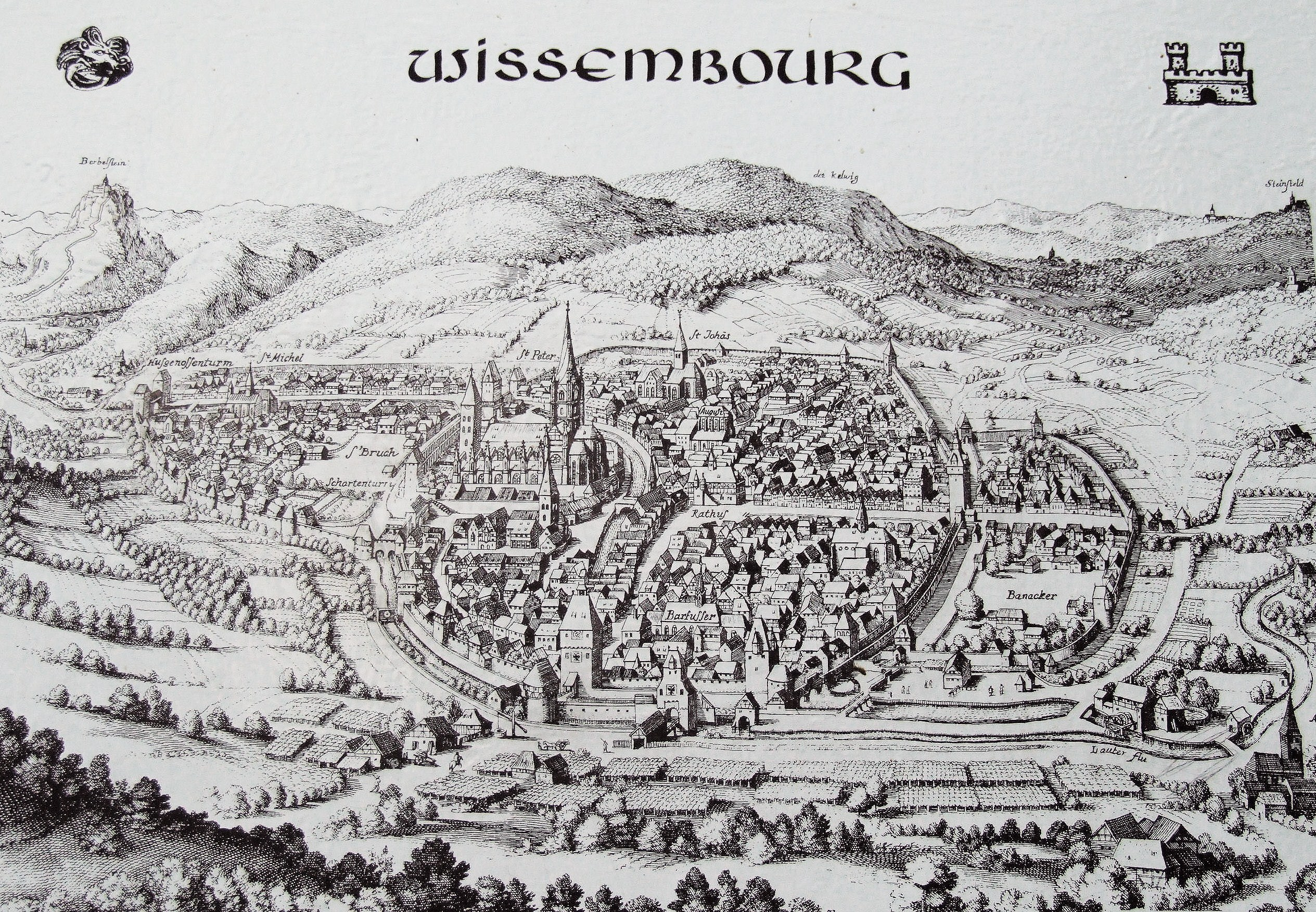
Segunda Batalha de Wissembourg

A Segunda Batalha de Wissembourg de 26 de dezembro de 1793 a 29 de dezembro de 1793 viu um exército da Primeira República Francesa sob o comando do general Lazare Hoche lutar uma série de confrontos contra um exército de austríacos, prussianos, bávaros e hessianos liderados pelo general Dagobert Sigmund von Wurmser. Houve ações significativas em Wœrth, em 22 de Dezembro, e em Geisberg, em 26 e 27 de Dezembro. No final, os franceses forçaram seus oponentes a se retirarem para a margem leste do rio Reno. A ação ocorreu durante a Guerra da Primeira Coalizão das Guerras Revolucionárias Francesas.

## Antecedentes
Durante a Primeira Batalha de Wissembourg em 13 de outubro de 1793, as Linhas de Weissenburg, defendidas pelo Exército Francês do Reno, foram invadidas por um exército austro-aliado sob o comando de Wurmser. Um mês depois, o engenheiro austríaco Franz von Lauer obrigou Fort-Louis no Reno a se render aos Aliados. O governo francês respondeu à crise enviando reforços do Exército da Mosela.
Em 17 de novembro, a guarnição francesa de 739 homens de Bitche repeliu um ataque prussiano à cidadela. Um traidor francês liderou a força de 1 200 pessoas nas fortificações externas. Os defensores de alerta avistaram os atacantes de Oberst (coronel) von Wartensleben e os expulsaram do forte com a perda de 120 mortos e 251 capturados. Os franceses perderam um punhado de homens mortos e feridos e 63 capturados. O traidor foi capturado e baleado.  Naquele mesmo dia, o general prussiano Friedrich Adolf, conde von Kalckreuth com 13.000 soldados derrotou os 20 000 homens de Hoche em Biesingen. Os franceses perderam 760 mortos e feridos, além de 42 capturados. As perdas prussianas foram de apenas 16 mortos e 92 feridos.
A Batalha de Kaiserslautern seguiu em 28 a 30 de novembro de 1793, quando Hoche com 29 115 infantarias, 5 046 cavalarias e 52 canhões enfrentou Carlos Guilherme Fernando, Duque de Brunsvique-Volfembutel com 26 000 prussianos e saxões. Os Aliados derrotaram os franceses com uma perda de 2.400 mortos e feridos, além de 700 homens e duas armas capturadas. As baixas prussianas foram 616, enquanto os saxões perderam 190 homens. Seguindo a política do rei Frederico Guilherme II, Brunsvique não conseguiu dar seguimento à sua vitória com uma busca vigorosa.

## Batalha
Os aliados, por sua vez, foram despossuídos por Hoche em 26 de dezembro e forçados a recuar atrás do Reno.
Foi uma vitória francesa e permitiu que as forças francesas assegurassem toda a Alsácia. Isso também levou a uma ruptura definitiva entre os austríacos e os prussianos, que se culparam mutuamente pela derrota. O nome da batalha está gravado no pilar norte do Arco do Triunfo, em Paris.